# Wapen van Zevenhuizen-Moerkapelle

Wapen van Zevenhuizen-Moerkapelle

Het wapen van Zevenhuizen-Moerkapelle werd op 1 februari 1992 bij Koninklijk Besluit aan de gemeente Zevenhuizen-Moerkapelle, toen nog Moerhuizen genaamd, toegekend. Deze gemeente was ontstaan door samenvoeging van de gemeenten Zevenhuizen en Moerkapelle. Op 1 januari 2010 werd Zevenhuizen-Moerkapelle onderdeel van de nieuwe gemeente Zuidplas. Het wapen van Zevenhuizen-Moerkapelle is daardoor komen te vervallen. In het wapen van Zuidplas zijn in de onderste helft elementen uit het wapen van Zevenhuizen-Moerkapelle overgenomen.

## Blazoenering
De blazoenering van het wapen luidde als volgt:
Doorsneden; I in goud een kapel van keel; II in sinopel een paal van goud. Het schild gedekt met een gouden kroon van vijf bladeren en gehouden door twee aanziende leeuwen van natuurlijke kleur.
De heraldische kleuren in het wapen zijn goud (geel), keel (rood) en sinopel (groen). Het schild is gedekt met een markiezenkroon. Als schildhouders fungeren twee klimmende leeuwen van natuurlijke kleur.

## Geschiedenis
Het wapen is afgeleid van de wapens van Zevenhuizen en Moerkapelle, met dat verschil dat is gebruikgemaakt van een ouder wapen van Moerkapelle dan het wapen dat de gemeente voerde. De schildhouders zijn ontleend aan het wapen van Zevenhuizen. Opvallend is de tekenstijl van de leeuwen in het wapenregister van de Hoge Raad van Adel: zij steken hun tong niet heldhaftig uit, zoals gebruikelijk. Misschien is dit te verklaren uit het feit dat de leeuwen de toeschouwer aankijken, en de uitgestoken tong als bedreigend werd beschouwd. De schildhouders van het Rijkswapen keken tot 1907 ook de toeschouwer aan. Ook deze hadden hun tong niet uitgestoken.

## Verwante wapens

Het wapen van Zevenhuizen
Het wapen van Zuidplas
Het wapen van Moerkapelle, dat niet werd gebruikt voor het nieuwe wapen
Een ouder wapen van de heerlijkheid Moerkapelle